# Kenneth Ham
Kenneth Todd Ham né le 12 décembre 1964 à Plainfield, New Jersey est un astronaute et est commandant dans l'US Navy. Ham a été sélectionné pour le programme d'astronautes de la NASA en août 1998.

## Vols réalisés
- Discovery STS-124, lancée le 31 mai 2008 vers la Station spatiale internationale en tant que pilote.
- Atlantis STS-132, lancée le 14 mai 2010 : remplacement des batteries de la Station spatiale internationale en tant que commandant.